# Famille de Meaulne
La famille de Meaulne, parfois Méaule ou Maulne, est une famille française de noblesse d'ancienne extraction sur preuves de 1477. Elle est originaire d'Anjou et subsiste de nos jours.
Cette famille compte parmi ses membres un gouverneur de Laval, un gentilhomme de la chambre du roi, un page de la Grande Écurie.

## Histoire
La terre de Meaulne est située sur la commune de Broc, en Maine-et-Loire.
Guillaume de Meaulne est cité en 1078,, mais selon les preuves de rattachement avec la famille actuelle, la filiation suivie débute avec Guillaume de Meaulne, écuyer, trouvé en 1392.
La filiation noble prouvée débute avec son descendant, Pierre de Meaulne, écuyer, vivant en 1477.
Elle est maintenue noble en 1666 et 1668.
La famille est subsistante au XXIe siècle.

## Filiation
- Guillaume III de Meaulne, écuyer, seigneur de la Bouillerie et de Coulanges ; lieutenant pour le roi à Château-Gontier. Il épouse Marguerite de Tessé, fille de Huet, sire de Tessé et de Marie de Mathefélon.
  - Pierre (IIIe) de Meaulne, écuyer, seigneur de Rouessé, premier degré de la filiation prouvée. Il épouse Julienne de la Haye.
    - Jocelyn de Meaulne, écuyer, vivait en 1510. Il épouse Christophette de La Houdinière.
      - René I de Meaulne, seigneur de Rouessé, lieutenant pour le roi au gouvernement de Laval puis gouverneur du Comté de Laval de 1570 à 1579, fait chevalier de l'ordre du roi par le roi Charles IX. Il épouse Hardouine Hardy de La Roche.
        - Claude de Meaulne, 1er marquis de Lancheneil, gentilhomme de la chambre du Roi en 1586. Il épouse Louise de La Haye de Brissarthe. Il est l'auteur de la branche de Lancheneil, maintenue noble en 1666.
          - Urbain de Meaulne, 2e marquis de Lancheneil, baron de Rouessé, Grand maître des eaux et forêts royales des provinces du Maine, de l'Anjou et Touraine. Le 20 mai 1628 au Mans, il épouse Marie Amelon.
            - Claude de Meaulne ( - 17 mai 1693 à Ancenis), 3e marquis de Lancheneil, seigneurde Rouessé, de Bains, de La Girardière, de Monchevrier et d'Astillé. Il épouse en 1667 Marie Julie Judith Le Gallègre, dame du Bois-Benoît (Une plaque funéraire du cœur de Claude de Meulne est conservée dans l'église d’Astillé[6]).
              - Henri de Meaulne, 4e marquis de Lancheneil. Le 9 mai 1696 à la Guyonnière (85), il épouse Marguerite de Charbonneau.
                - Henri François de Meaulne, 5e et dernier marquis de Lancheneil, mort en 1744 sans descendance de son mariage avec sa cousine Renée Agnès de Meaulne de Villeneuve.
                - Charles de Meaulne.
                - Marie-Henriette de Meaulne épouse Charles-Joseph, 4e marquis de de Préaulx (1685-1763).

        - Annibal de Meaulne, seigneur de Pont-Alain. Il épouse en 1594 Françoise de La Bahoullière des Vaux.
          - René III de Meaulne, seigneur de Pont-Alain. Il épouse en 1621 Marie Le Maire de La Rochejaquelein.
            - René de Meaulne (1624- ), seigneur de Lisambardière et de Villeneuve, maintenu noble en 1668. Il épouse en 1650 Françoise du Mesnil.
              - René-Claude-Joseph de Meaulne épouse en 1693 Madeleine de Thienne.
                - René de Meaulne (1693-1773), devient chef du nom en 1744 à la mort de son cousin au 5e degré Henri François de Meaulne, 5e et dernier marquis de Lancheneil. Dit « "Milord", héritier de la Société d'Angola grand armateur du port de Nantes »[7]. En 1719, il épouse Anne Le Jeune de Bonnevaux, fille unique du seigneur de Landeronde, elle fait entrer ce fief dans la famille de Meaulne qui possède encore au XXIe siècle le château de Landeronde (à Bécon-les-Granits, Maine-et-Loire) édifié au XVe siècle et remanié aux XVIe et XVIIe siècles.
                  - René-Gilles de Meaulne (1723-1793), baron de Claye, seigneur de Landeronde. Il sert pendant la guerre de Bohême et d'Italie, dans le Régiment de Lyonnais, et vote avec la noblesse en 1789 à Angers. Il épouse en 1749 Louise de Marbeuf.
                    - Louis-Pierre-Ambroise (1750-1829), vicomte de Meaulne, dit « Le chevalier Sacré-Maudit »[8]. Il vote avec la noblesse à Angers en 1789. Il émigre lors de la Révolution et sert en 1796 dans l'armée de Condé. Il épouse sa cousine Louise-Renée de Meaulne.
                      - Gaëtan-Charles de Meaulne (1798-1834), épouse en 1821 sa cousine Élisabeth de Meaulne.
                        - Ambroise de Meaulne (1829-1905), vicomte puis marquis de Meaulne. Il relève le titre de marquis de la branche de Lancheneil éteinte en 1744. Il est maire de Bécon-les-Granits (Maine-et-Loire) et épouse Marthe Morin de La Blotais (1835-1894).
                          - Henry de Meaulne (1865-1920), marquis de Meaulne. Il épouse Alice Hall d'origine américaine (1866-1934).
                            - Gaëtan de Meaulne (1900-1970), marquis de Meaulne, membre titulaire de l'Académie des sciences, belles-lettres et arts d'Angers. Il épouse Cécile de Quatrebarbes (1899-1984)[9]. De ce mariage naissent cinq filles et un garçon[10].
                              - Gaëtan de Meaule (1926-2023)[11], ingénieur diplômé de l'École supérieure d'agricultures d'Angers (ESA). Il épouse Marguerite-Marie de La Sayette (1928-2015)[12]. De ce mariage naissent trois garçons[10].
                                - Éric de Meaulne (1953)[10] épouse Viviane de Freslon de La Freslonnière, de ce mariage naissent deux filles et un garçon[5].
                                  - Ann'Jacques de Meaulne (1985)[5].

                                - Gaëtan de Meaulne (1955-2000)[10],[13], architecte du patrimoine[14].
                                - Bernard Marie de Meaulne (1959-2015)[15].

                    - René-Séraphin-Gaëtan de Meaulne, capitaine au régiment Royal Piémont de cavalerie. Il fait ses preuves pour la Grande Écurie en 1766.

## Châteaux
- Manoir de Rouessé

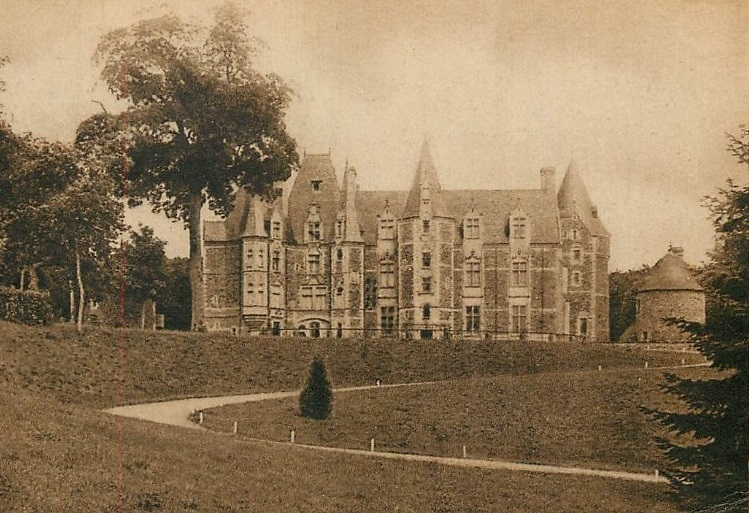
Château de Lancheneil.

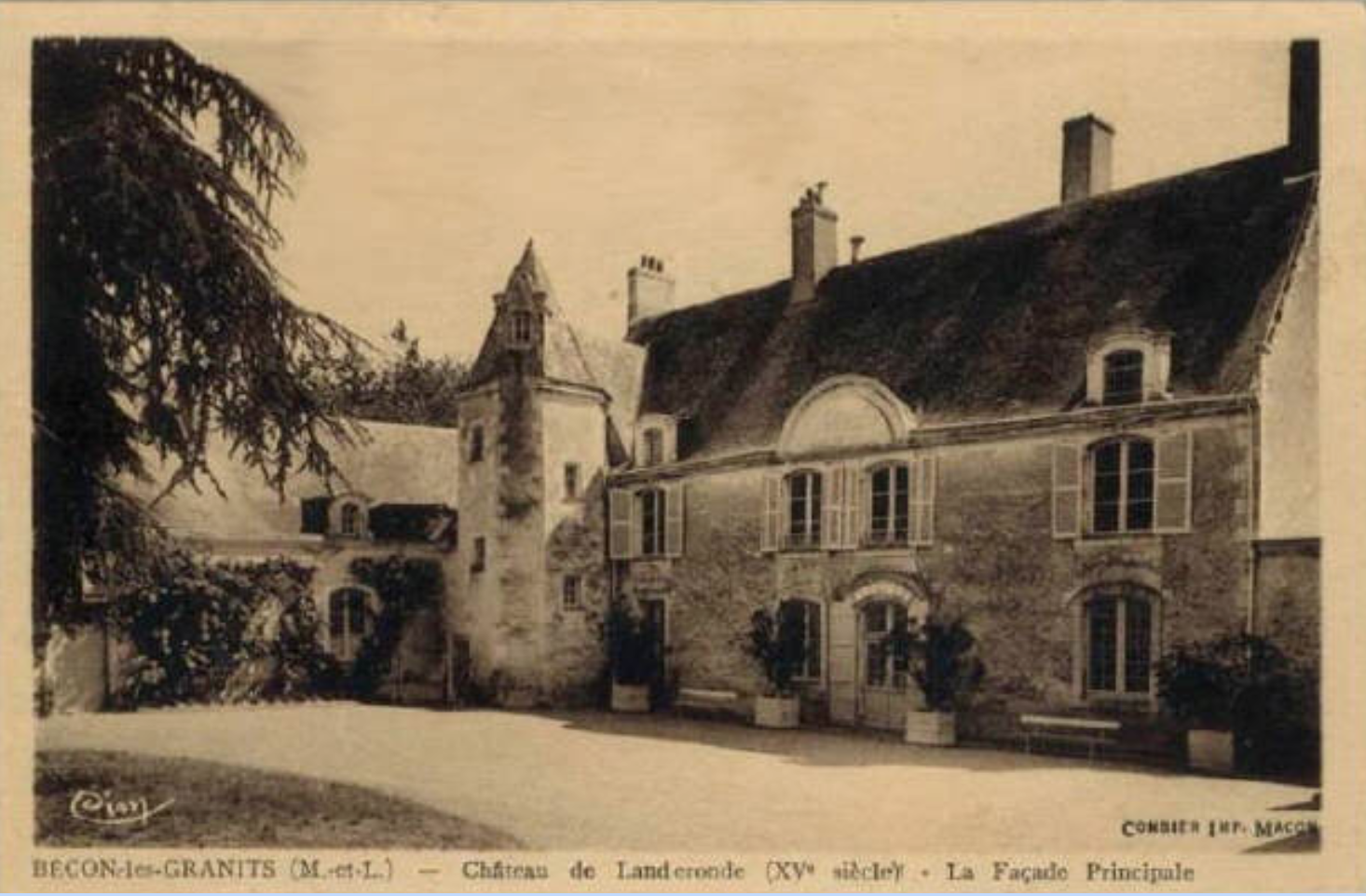
Château de Landeronde-façade principale.

- château de Lancheneil (1615, puis aux Preaulx jusqu'en 1961), situé à Nuillé-sur-Vicoin.
- château de Landeronde (depuis 1719), situé à Bécon-les-Granits.
- Château de Villeneuve

## Armes et titres
Les armes de cette famille sont : D'argent, à la bande fuselée de gueules, accompagnée de six fleurs de lis de sable. (alias semé de fleurs de lys de sable.)
Tous les titres de noblesse portés par cette famille sont des titres de courtoisie.

## Alliances
du Plessis d'Argentré (en 1540), Hardy de La Roche, de La Matraye, de Corneillan, de Charbonneau, Amelon, Le Gallègre, de Préaulx, de Thienne, Le Jeune de Bonnevaux, de Champagne (Maine), de La Cour (Balleroy), de Morlant, de Rochebouët, de Girardin, de Marbeuf, de La Villebiot, Morin de La Blotais, Hall, de Quatrebarbes, etc.